# Тарасов, Олег Феодосьевич
Тара́сов Оле́г Феодо́сьевич (17 января 1924, Ленинград — 18 мая 1999, Санкт-Петербург) — советский (российский) педиатр, кандидат медицинских наук, доцент кафедры госпитальной педиатрии Санкт-Петербургской государственного педиатрического медицинского института (с 1974 по 1978 – и.о. заведующего кафедрой), проректор по научной работе ЛПМИ; действительный член Индийской Академии педиатрии; участник  Великой Отечественной войны, житель блокадного Ленинграда.

## Биография
Родился в семье офицера флота Тарасова Феодосия Григорьевича (1896—1989) и его жены — балерины, позже картографа Клавдии Павловны ур. Петрович (1896—1994). Отец Ф. Г. Тарасов оказался одним из последних выпускников Императорского морского училища. Он был выпущен мичманом после Февральской революции 4.05.1917 года и присягал уже Временному правительству. Участвовал в Первой мировой и  Гражданской войнах. Позже служил в Военно-Морских силах РККА. В 1940—1941 гг. в чине капитана 2-го ранга в Севастополе возглавлял кафедру тактики флота Черноморского Высшего военно-морского училища. Перед самой войной был репрессирован и вышел на свободу только в 1951 году.
В Ленинграде семья сначала жила в доме № 7 по ул. Калинина, откуда в 1931 году Олег Тарасов пошёл в школу, позже переехала в квартиру в доме на Литейном проспекте. На самом деле школа № 33 (с весны 1941 года — № 252) Октябрьского района до революции была известной в Петербурге старинной гимназией Императорского Человеколюбивого общества на набережной Крюкова канала в доме № 15. В те годы состав учителей школы во многом сохранился ещё с прошлых времен, и преподавание подавляющего большинства предметов велось на немецком языке. Правда, в 1937 году школу признали «рассадником фашизма», немецкий язык был сведен до уровня обычной школы, а многие преподаватели оказались репрессированы.

### Война, учёба… и снова война
10-й класс Олег Феодосьевич окончил в 1941 году. Как он позже сам писал: 

«Мы только что окончили школу, и 16 июня состоялся выпускной школьный бал. До рассвета мы гуляли по набережной Невы, поклонились „Медному всаднику“ и, конечно, строили планы дальнейшей жизни. Все наши планы перечеркнула начавшаяся 22 июня война. Уже на следующий день, не сговариваясь, мы собрались в школе, провели комсомольское собрание, на котором постановили: всем, не подлежащим призыву, идти добровольцами. Из 17 юношей, окончивших школу подлежали призыву лить 6 человек — все мы оказались в составе 265 отдельного пулемётно-артиллерийского батальона Ленинградской армии народного ополчения».
О сентябрьских боях пулемётчиком в составе этого батальона на подступах к Ленинграду в районе Русско-Высоцкого О. Ф. Тарасов подробно рассказал в своих воспоминаниях, которые, к сожалению, так и остались не опубликованными. Они заканчиваются следующими словами:

«Только после войны, спустя много лет, мы узнали, что третья рота почти полностью полегла в бою под деревней Скворицы, а вторая и четвертая роты сражались два дня. Многие гарнизоны ДЗОТ’ов дрались в полном окружении и взорвали себя (ДЗОТ Алейникова), многие погибли. До сих пор мы ежегодно собираемся на месте, где погиб Павлик Филимонов — пятнадцатилетний „ремесленник“, корректировавший огонь ДЗОТ’а, когда из строя вышла перископная система. Так в 1941 году погиб 265 батальон, заслонив собой город Ленина. Конечно, это были лишь первые месяцы войны — страна ещё только перестраивалась на военный лад и, когда в 1943 году я вновь попал в Армию, ничего похожего на 1941 год не было».
С расформированием батальона, в ноябре 1941 года О. Ф. Тарасов вернулся домой в осажденный Ленинград. По протекции близкого друга родителей, профессора А. Ф. Тура он устроился штатным пожарным МПВО в Ленинградский педиатрический медицинский институт. Работы было много, поскольку обширная территория регулярно подвергалась артиллерийским обстрелам и пожары нередко возникали в клиниках и учебных корпусах института. Пожарная служба работала четко и слаженно, и все возгорания удавалось быстро локализовать.
После короткого перерыва с конца 1941 года по март 1942 года в институте вновь возобновились занятия студентов. Более того, был объявлен набор абитуриентов на 1-й курс, и, выдержав вступительные экзамены, О. Ф. Тарасов с 1 июня 1942 года стал студентом-первокурсником. Нагрузка существенно возросла, поскольку одновременно с учёбой, не оставляя работы пожарного, Олег Феодосьевич с сентября 1942 года стал выполнять обязанности электромонтера, с января 1943 года на него было возложено заведование институтским радиоузлом. Все это требовало круглосуточного нахождения на рабочем месте и дома приходилось бывать урывками. К сожалению, проучиться удалось всего лишь один год. 25 мая 1943 года О. Ф. Тарасов был призван в Действующую армию.
Сначала он был назначен стрелком в роту дивизионной разведки 72 стрелковой Павловской дивизии. Хорошее знание немецкого языка очень скоро позволило Олегу Феодосьевичу занять должность переводчика политотдела дивизии. О боевом пути О. Ф. Тарасова красноречиво свидетельствуют его наградные листы: 

«…17.06.1944 г. тов. Тарасов О. Ф., действуя с группой разведчиков, при соприкосновении с засадой противника, лично убил 3 финнов и изъял у них личные документы. После перевода этих документов данные о противнике оказались ценными и своевременными для командования дивизии…».— 
Это была известная Выборгская операция под Ленинградом, а дело происходило в районе станции Олилла (ныне Солнечное).
После выхода Финляндии из войны 72 стрелковая дивизия в составе 1-го Украинского фронта принимала участие в Верхне-Силезской наступательной операции во время которой: 

«…благодаря умелым допросам товарища Тарасова командованию дивизии в боях с немецко-фашистскими захватчиками непрерывно была ясна группировка противостоящего дивизии противника…. Тов. Тарасов правильно информировал командование дивизии и вышестоящего штаба о замыслах противника, чем способствовал успешному выполнению боевой задачи…».— 
Долгожданную победу Олег Феодосьевич встретил в Бреслау в звании старшины, хотя и на офицерской должности при штабе 72 стрелковой дивизии. У него были все предпосылки продолжить военную карьеру, но он поступил иначе. После расформирования дивизии в августе 1945 года, О. Ф. Тарасов был направлен в 44 авиационно-технический полк, дислоцировавшийся в Румынии, где до демобилизации в марте 1946 года заведовал библиотекой полка.

### Кафедра
Весной 1946 года О. Ф. Тарасов вернулся в родной Ленинград и сразу продолжил учёбу в ЛПМИ, который с отличием окончил в 1950 году. Совершенно естественным выглядело зачисление его аспирантом кафедры госпитальной педиатрии академика А. Ф. Тура, на которой в течение всех лет учёбы он занимался научным творчеством. Прославленный академик особенно благоволил к Олегу Феодосьевичу, справедливо считая его одним из самых выдающихся своих учеников. С окончанием аспирантуры, в 1953 году О. Ф. Тарасов был избран ассистентом кафедры, которая так и осталась его родным домом до последнего дня его творческой карьеры. Через год, 28.06.1954 года он успешно защитил диссертацию на соискание ученой степени кандидата медицинских наук. Работа, получившая название: «Состояние некоторых функций печени при заболеваниях и нарушениях кроветворного аппарата у детей», была выполнена Олегом Феодосьевичем под руководством его учителя — академика А. Ф. Тура.
Став преподавателем, с увлечением занимаясь научным творчеством, О. Ф. Тарасов стремительно совершенствовался как клиницист. Эрудиция, талант и усердие очень быстро позволили ему занять заслуженное место среди наиболее востребованных врачей-педиатров Ленинграда. Очень рано для тех лет, уже в 1961 году он был избран доцентов кафедры.

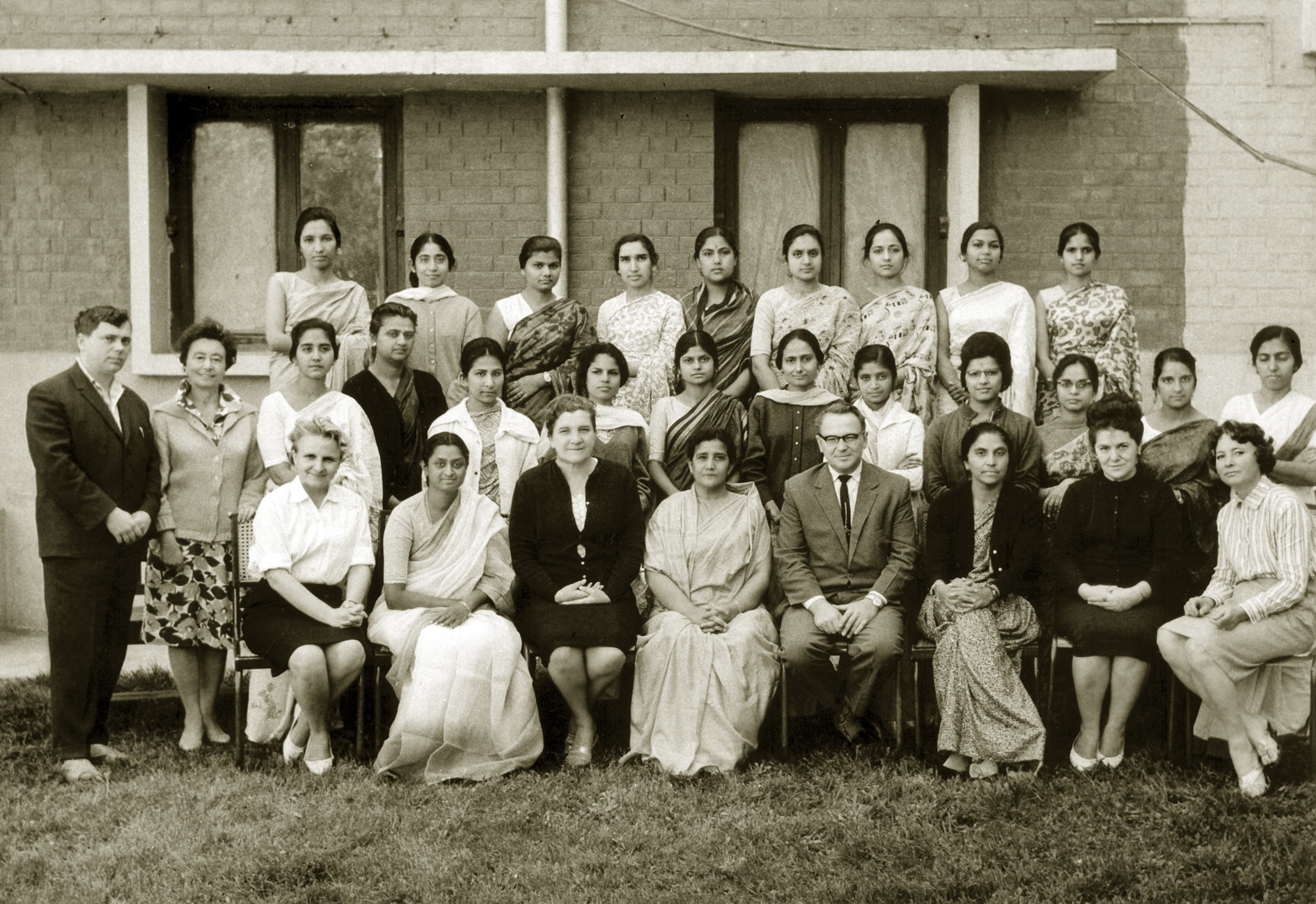
О. Ф. Тарасов (в центре) среди советских и индийских коллег. Сидит в центре, рядом с Олегом Феодосьевичем проф. Шейла Сингх Пол.

Когда в 1964 году в Научно-практическом педиатрическом центре Советского Красного Креста в Нью-Дели закончился срок командировки директора Ленинградского НИИ детских инфекций, именитого профессора Александра Леонидовича Либова, на его место был назначен молодой врач, доцент О. Ф. Тарасов. Нового руководителя центра на следующие четыре года министру здравоохранения СССР единодушно рекомендовало медицинское сообщество.
Годы, проведённые в Индии, оказались крайне напряжёнными. Возглавляя центр СОКК И КП СССР, О. Ф. Тарасов организовал его работу на самом современном уровне. Популярность центра стремительно росла. Сюда стекались пациенты не только из столицы, но и других, подчас весьма отдаленных регионов страны. Главную свою задачу Олег Феодосьевич видел в популяризации советской системы здравоохранения, и советской системы подготовки врачей, которые в те годы считались самыми передовыми в мире. По этим вопросам он постоянно публиковался в национальных медицинских журналах, выступал с докладами перед различными аудиториями. Живым примером преимущества советского педиатрического образования стали регулярные лекции и занятия со студентами медицинского колледжа Леди Гардинг. Показательные клинические разборы со студентами медицинских колледжей Бомбея, Мадраса, Хайдарабада, Тривандрума наиболее сложных и проблемных больных с самой разнообразной патологией, организация первого в истории медицинского образования Индии студенческого научного общества — вот, чем запомнилась деятельность О. Ф. Тарасова в этой стране. На протяжении всех четырех лет огромную научно-методическую и консультативную помощь Олег Феодосьевич оказывал детскому госпиталю Калавати Саран в Нью-Дели. С директором его, первой женщиной-профессором в Индии Шейлой Сингх Пол его связывала долгая дружба. Вклад Олега Феодосьевича в педиатрическую науку Индии был оценен по справедливости. Он оказался одним из первых иностранных членов Индийской Академии педиатрии.
Командировка закончилась в августе 1968 года, Вернувшись в Ленинград, О. Ф. Тарасов был восстановлен в должности доцента кафедры госпитальной педиатрии. Правда, менее чем через год, в марте 1969 года он принял предложение занять должность проректора ЛПМИ по научной работе, но при условии сохранения своих обязанностей на кафедре.

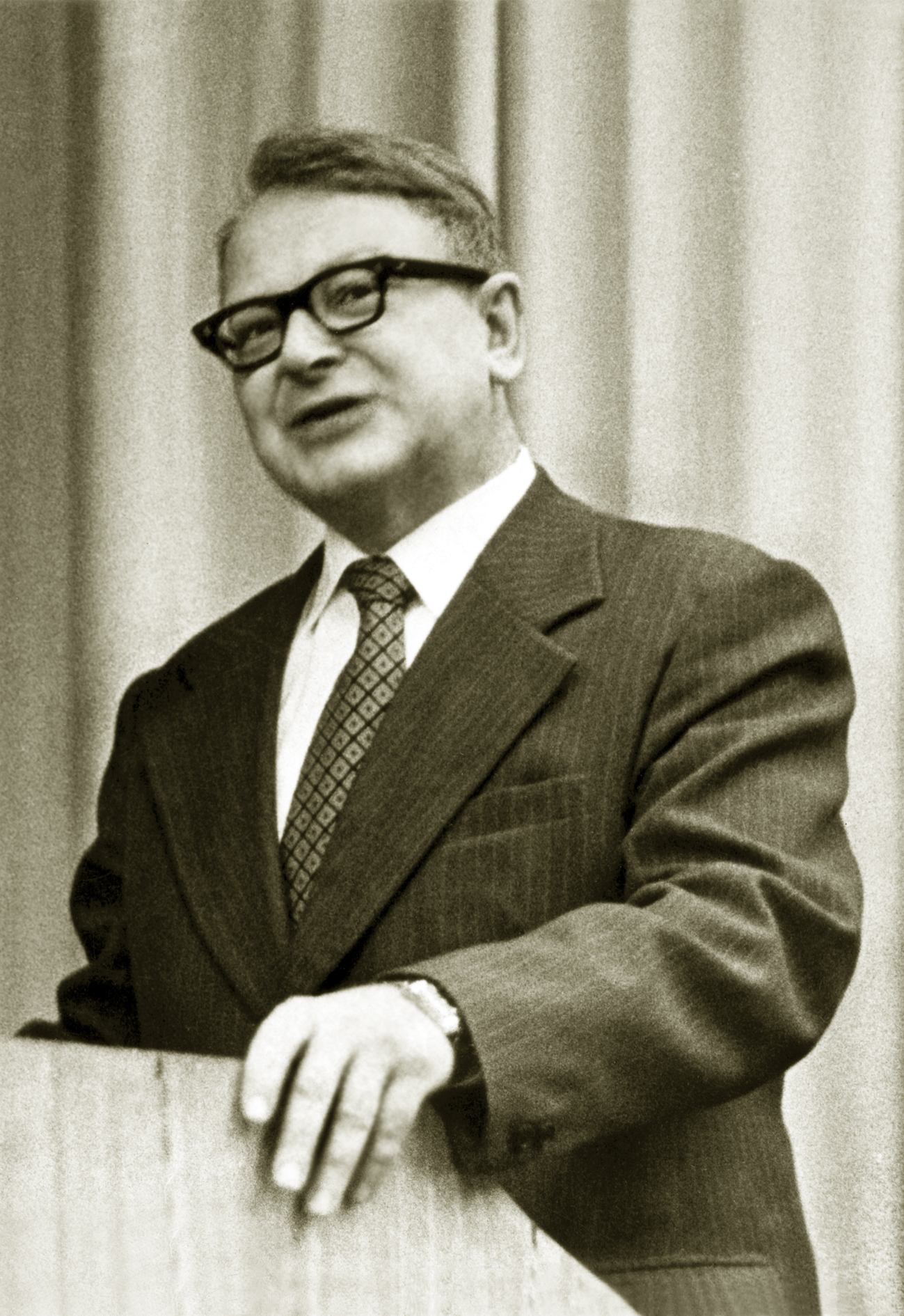
Выступает проректор по научной работе ЛПМИ О. Ф. Тарасов

В послужном списке Олега Феодосьевича отсутствует информация ещё об одной командировке на Восток. Она не была продолжительной, но оказалась следствием чрезвычайных событий. В 1971 году в ходе девятимесячной войны Бангладеш приобрел независимость от Пакистана. Помощь народу этой страны оказывал Международный Красный крест. Советский отряд Красного Креста и возглавил О. Ф. Тарасов. В 1972 году в журнале «Вокруг Света» об этом писал инженер-водитель отряда А. С. Ткаченко: 

«…Слух о бригаде советских врачей намного опережает маршруты нашей машины. Помню, как-то ночью нас разбудил нетерпеливый клаксон „джипа“. В комнату вбежали взволнованные люди и чуть ли не на руках вынесли ещё сонных Тарасова и Глаголева. Только в машине им, наконец, рассказали, что в нескольких десятках километров от Шри-Мангала, в Молми-Базаре, уже несколько дней мучается роженица. За помощью приехали к русским, хотя в самом селении имелся доктор, а ближе, чем мы, работала группа английских врачей. Но что поделаешь, если наша популярность действительно заслуженная. Роды оказались сложными. Новорожденному повезло — его принимал сам проректор Ленинградского педиатрического института…».— 

Могила О. Ф. Тарасова на Серафимовском кладбище; уч. № 13 (20 метров по аллее между 13 и 14 участками и 20 метров вправо).

24 июля 1974 года, находясь на отдыхе в Гаграх скоропостижно скончался А. Ф. Тур. Своим преемником академик видел именно О. Ф. Тарасова. Хотя Олег Феодосьевич был доцентом и только работал над своей докторской диссертацией, именно он был назначен исполнять обязанности заведующего кафедрой госпитальной педиатрии. 1 сентября нового учебного года свою первую лекцию студентам 5-го курса Олег Феодосьевич посвятил памяти своего прославленного учителя. В течение четырёх лет О. Ф. Тарасов возглавлял кафедру, но по свидетельству профессора Н. П. Шабалова, он чрезвычайно тяготился новыми, во многом чисто хозяйственными обязанностями. В 1978 году он добровольно сложил с себя эти полномочия, считая более важной работу проректора по научной работе и доцента кафедры.
Так продолжалось до 1986 года, когда в марте Олег Феодосьевич тяжело заболел. Спустя 2 месяц он был вынужден оставить свой пост проректора, а к концу 1986 года совсем уйти из института. Постепенно забытый коллегами, последние 13 лет жизни О. Ф. Тарасов провел в непрерывной борьбе со своими болезнями. Лишь наиболее верные друзья не оставляли его. Скончался Олег Феодосьевич 18 мая 1999 года и был похоронен на Серафимовском кладбище, недалеко от своего учителя, академика Александра Фёдоровича Тура.

## Семья
- Жена: Тамара Владимировна Парийская – врач-педиатр, детский кардиолог, к.м.н.;
  - Дочь Марина Олеговна (р. 1951 г.);

- Вторая жена: Нина Николаевна (ур. Ткаченко; 1921–2010) – врач-педиатр, зав. детским отделением Областной клинической больницы Ленинграда;
  - Дочь: Мария Олеговна Ревнова[12] (р. 6.03.1957) – врач-педиатр, д.м.н., профессор кафедры поликлинической педиатрии им. А. Ф. Тура СПбГПМУ;
  - Зять: Валентин Борисович Ревнов[13] (р. 25.11.1951) – врач-педиатр, детский эндоскопист, детский гастроэнтеролог.

## Вклад в педиатрию
О. Ф. Тарасов относится к той, теперь уже немногочисленной плеяде детских врачей, чей научно-педагогический потенциал был основан на широчайшем общеклиническом базисе. Для него отсутствовали границы между различными направлениями медицины, а понятия педагог, ученый и клиницист были неразрывны. В любой области педиатрии Олег Феодосьевич демонстрировал глубочайшие познания. Об этом красноречиво говорит и работа в Индии, где им в течение четырёх лет на английском языке было опубликовано около 30 научных статей, прочитаны десятки лекций и докладов, причём по самым разнообразным и часто весьма далёким друг от друга направлениям медицины, и тот непродолжительный период, когда после неожиданной смерти своего учителя Олег Феодосьевич был вынужден буквально на ходу подготовить и прочитать объемный курс лекций по госпитальной педиатрии. Он сумел построить его так, что редкая его лекция заканчивалась без аплодисментов. Уже оставив руководство кафедрой, впервые в истории института, благодаря собственному уникальному клиническому опыту он подготовил масштабный лекционный курс по тропической медицине для студентов-иностранцев.
Высочайшая требовательность к себе сыграла с О. Ф. Тарасовым злую шутку. Более двадцати лет он непрерывно работал над докторской диссертацией, которую назвал: «Социальные, клинические и гематологические аспекты тяжелых анемий у детей». Был собран богатейший материал, в том числе в Индии и Бангладеш. Его хватило бы на несколько полноценных диссертаций, однако защита так и не состоялась. Олег Феодосьевич просто не сумел поставить точку.
Пожалуй, в один из самых плодотворных периодов жизни Ленинградского педиатрического медицинского института, научную направленность его деятельности во многом определял Олег Феодосьевич Тарасов. Именно при нём заслуги института в области отечественной педиатрии были отмечены высокой государственной наградой — орденом Трудового Красного Знамени, о чём, после распада СССР, а вместе с ним и отхода от классического педиатрического образования, к сожалению, предпочитают не вспоминать.  
Будучи тяжело больным, Олег Феодосьевич продолжал плодотворно работать дома. В последние годы жизни, вместе с дочерью, он подготовил к переизданию монографию «Семиотика детских болезней», которая увидела свет уже после его смерти.

## Научные труды
На английском языке:
- Тарасов О. Ф. Желудочно-кишечные заболевания в детском возрасте. — Журнал «Страна советов», 1967, №№ 13, 17, 18.
- Тарасов О. Ф. К проблеме классификации ретотелепатий. / Труди 2 всеиндийской конференции Индийской Академии педиатрии. — Патна, 1965.
- Тарасов О. Ф. Новости советской медицины. — 1965. — (Отдельные выпуски т. 2).
- Тарасов О. Ф. 20 годовщина АМН СССР (англ.) / Доклад на заседании Делийского отд. Индийской Академии педиатрии. — 1965.
- Тарасов О. Ф. Победа над полиомиелитом (маратхи). — Газета штата Махараштра «Аджинтна», 1964.
- Тарасов О. Ф. СНО в СССР / Доклад на 3 Всеиндийской конференции деканов и ректоров мед. колледжей. — 1967.
- Тарасов О. Ф. Общие принципы борьбы с болезнями. — Пенджабский мед. журнал, 1965, № 3. — 1 с.
- Тарасов О. Ф. Организация Советского Общества Красного Креста и Красного полумесяца. — Индийская мед. газета, 1965, № 3. — Т. 5.
- Тарасов О. Ф. Деятельность Советского Красного Креста. — Журнал «Страна советов», 1965, № 23. — Т. 5. — 42 с.
- Тарасов О. Ф. Анемии и их лечение. — газета «Индийская нация», Патна, 1968. — Т. 5.
- Тарасов О. Ф. Социальная педиатрия в СССР. — Архив детского здоровья, 1968, № 2. — Т. 9. — 49 с.
- Тарасов О. Ф. Анемии у детей: этиология и терапия. — Фармацевтический и лекарственный обзор, 1968, № 3. — 15 с.
- Тарасов О. Ф. Советский Красный Крест в Индии. — Фармацевтический и лекарственный обзор, 1967. — (100-летие Красного Креста).
- Тарасов О. Ф. Кровозаменители. — Индийская мед. газета, 1964. — Т. 4.
- Тарасов О. Ф. Патогенез и клиника коллагеновых болезней / Доклад на 32 медицинской конференции штата Пенджаб. — Лиценциат, 1965. — Т. 15. — 83 с.
- Тарасов О. Ф. Полиомиелит. — Журнал «Страна советов», 1968, № 2. — 38 с.
- Тарасов О. Ф. Советско-индийское сотрудничество в области медицины. — изд АМН, 1966, № 38. — Т. 3.
- Тарасов О. Ф. Структура городского и общего детского здравоохранения в СССР / Труды 6 Всеиндийской конференции по медицинскому образованию в Дели. — Национальный журнал медицинского образования, 1965, № 3. — Т. 5. — 273 с.
- Тарасов О. Ф. Охрана здоровья детей в СССР. — Архив детского здоровья, 1966. — Т. 7. — 125 с.
- Тарасов О. Ф. К вопросу об энзиматических процессов в коре надпочечников. — Медископ, 1966, № 4. — Т. 9. — 114 с.
- Тарасов О. Ф., Пол Ш. С., Гогтс Л. Хроническая идеопатическая желтуха, синдром Дабин-Джонсона. — Педиатрическая клиника Индии, '1967, № 4. — Т. 2 - 4. — 213 с.
- Тарасов О. Ф. Приспособление для просвечивания грудных детей. — Медископ, 1965, № 9. — Т. 9. — 479 с.
- Тарасов О. Ф. Коллагенозы. — Медископ, 1965, № 2. — Т. 8. — 57 с.
- Тарасов О. Ф. Целиакия у детей. — Медископ, 1966, № 7. — Т. 9. — 340 с.
- Тарасов О. Ф., Тарасова Н. Н. Полиомиелит. — Архив детского здоровья, 1965, № 2.
- Тарасов О. Ф. Уход за недоношенным ребенком / Доклад на Делийской медицинской ассоциации  24.07. — 1965.
- Тарасов О. Ф. Меры поддержания иммунной оспенной прослойкисреди населения СССР / Выступление на 1 зональной конференции по борьбе с оспой 11.09, Дели. — 1964.

На русском языке:
- Тарасов О. Ф. Обзор работы конференции гематологов стран Азии и Тихого океана. — Проблемы гематологии и переливания крови, 1967.
- Тарасов О. Ф. Обзор работы 3 Всеиндийской конференции Индийской Академии педиатрии. — Педиатрия, 1968.
- Тарасов О. Ф., Нага Н. Сравнительная оценка методов вскармливания детей раннего возраста по данным индийской, английской и американской литературы. — Педиатрия, 1968.
- Детские болезни. / Под ред. А.Ф. Тура, О.Ф. Тарасова, Н.П. Шабалова. — Медицина, 1985. — 608 с. — 100 000 экз. (предш. изд.: 1979)
- Тарасов О. Ф., Шабалов Н. П. Александр Фёдорович Тур (1894—1974). — М.: Медицина, 1980. — 126 с.
- Тарасов О. Ф., Фонарёв М. И. Реабилитация при детских болезнях. — Л.: Медицина, Ленингр. отд-ние, 1980. — 230 с.
- Тарасов О. Ф., Зернов Н. Г. Семиотика детских болезней : рук. для врачей. — Л.: Медицина, Ленингр. отд-ние, 1984. — 360 с.
- Тарасов О. Ф., Ревнова М. О. Семиотика детских болезней : рук. для врачей. — СПб.: Сотис, 2002. — 368 с.

## Награды
- Медаль «За оборону Ленинграда» (1943)
- Медаль «За боевые заслуги» (1944)
- Медаль «За боевые заслуги» (1945)
- Орден Красной Звезды (1945)
- Орден Отечественной войны II ст. (1985)
- Медаль «За победу над Германией в Великой Отечественной войне 1941—1945 гг.»;
- «За доблестный труд» Медаль «В ознаменование 100-летия со дня рождения Владимира Ильича Ленина» (1970);

## Галерея
О. Ф. Тарасов в фильме режиссёра Владислава Виноградова «Доктор»